# 奥宮みさと
奥宮 みさと（おくみや みさと、1986年11月10日 - ）は、埼玉県川口市出身のラジオパーソナリティ（ミュージックナビゲーター）、ディスクジョッキー、ナレーターである。

## 来歴・人物
2023年4月まではMISATOの名義で活動していた。
TOKYO FM・ZIP-FM・bayfmを中心に活躍してきた人気ラジオパーソナリティ。
名古屋のFM放送局ZIP-FMでSMILE HEART BEATを平日月曜から木曜まで担当していた。
ZIP-FM主催の篠島フェスにおいて2014年～2019年の6年間、ビーチヨガレッスンのインストラクター務めた。
FM BIRDのオーディションに合格し、2022年まで在籍。TOKYO FMのラジオ番組『はっぴ～♥タイム』では、シュールなニュースを伝えるキャスター役として出演していた。2023年4月からのbayfm「bay breethin'」ではヨガインストラクターとして出演している。ヨガ・インストラクター&DJとして、フランスの雑誌「TEMPURA MAGAZINE」no.9(2022)の『AUTOPORTORAITS DE TOKYO』コーナーで紹介された。
マクロビオティックセラピスト資格や防災士の資格を保持。
日本の発酵文化を海外にも発信している。

## 出演

### 現在の出演番組
ラジオ
- bay breethin'（BAYFM、2023年4月8日 - ）[10]。
- BAYSIDE FREEWAY（BAYFM、2024年4月7日 - ）[11]
- レコレール（JFN、2023年8月1日 - 11月28日）[12]

店内放送
- マクドナルド「夜マック ナレーション」（2023年7月31日 -）

### 過去の担当番組
ラジオ
- TOKYO FM／JFN系列
  - COUNTDOWN jp（2012年4月 - 2013年3月）
  - サントリー・サタデー・ウェイティング・バー（ゲスト）
  - AGF Gift of Music（JFN38局時差ネット、2013年4月6日 - 2013年8月31日）[13]
  - JAPAN MOVE UP supported by TOKYO HEADLINE（TOKYO FM・FM OKAYAMA、2013年4月6日 - 2013年8月31日）[14]
- TOKYO FM（関東ローカル）
  - はっぴ～♥タイム
  - LOVE CONNECTION（2012年5月、2013年1月代演）
  - SHIBUYA PARCO presents G.W.Festa
  - Le Velvets Coming!（2012年8月19日、SUNDAY SPECIAL枠）
  - 重ねドルチェ presents sweet on sweet（2012年9月17日）[15]
  - Blue Ocean（2012年10月、2013年2月代演）
  - TOKYO FMサタデーNAVI（2020年10月3日 - 2021年9月25日）
- FM PORT
  - ticket DE→LI
  - LOVE NOTES
  - RADIO MANIART: TUESDAY「MISATO MY BEAUTY」
- InterFM
  - Special Program Light Up The Sky Live From TIAT
- ZIP-FM
  - SMILE HEART BEAT
  - BEATNIK JUNCTION（2018年4月 -  2020年3月）
- bayfm
  - miracle(2022年4月7日代演)
- エフエム福岡
  - Curated Hour ～FRIENDSHIP. RADIO[16]

### CMナレーション
- テレビCM
  - チヨダ靴店
- ラジオCM
  - 2012年記念日食グラス SUN Watcherリラックマオリジナルモデル